# Захист агроценозів від шкідливих організмів
За́хист агроцено́зів від шкідли́вих організмів — основа адаптивної стратегії боротьби з шкідниками, хворобами і бур'янами — інтегрована система захисту рослин, основними компонентами якої разом з хімічними засобами є сівозміна, широке використовування стійких сортів і гібридів, комплекс агротехнічних заходів, конструювання екологічно стійких агроценозів і агроекосистем. При цьому боротьба з шкідливими видами фауни і флори розглядається як складова частина системи керування агроекосистемою у цілому.
В останній період для захисту агроценозів і агроекосистем все більша увага надається їх конструюванню. Покривні культури («жива» мульча) покращують структуру ґрунту і використовування опадів (зрошення), попереджають ерозійні процеси, збагатять ґрунт органічною речовиною, сприяють збереженню корисних видів фауни (зокрема ентомофагів), покращують мікроклімат (зокрема знижують температуру ґрунту). Причому за рахунок зміни видового складу покривних культур (з бобів: люцерна, конюшина, вика, буркун, горох озимий; із злакових: гірчиця, жито, костриця, райграс, мітлиця) можна керувати чисельністю популяцій корисних і шкідливих видів фауни і флори. Особливо ефективним в цьому плані є використовування змішаних посівів і сидератів.
Так, підсіви в міжряддях капусту конюшини повзучої і конюшини лучної зменшує пораження рослини-господаря капустяною тлею завдяки збільшенню численності жужелиць;
- у змішаних посівах кукурудза і квасоля знижується ушкодження кукурудзи цикадками, листоїдом, совкою трав'янистою;
- зайняття міжрядь персикових садів полуницею зменшує пошкодження дерев листовійкою, використання культур бобів на зелені добрива знижує численність популяцій грибів і нематод.